# Windows 8

Windows 8 és el nom d'una de les versions de Microsoft Windows, una família de sistemes operatius produïts per Microsoft per al seu ús d'ordinadors personals, inclosos ordinadors d'escriptori a casa i de negocis, ordinadors portàtils, netbooks, tablet PC, servidors i centres multimèdia. Afegeix suport per a microprocessadors ARM, a més dels microprocessadors tradicionals x86 d'Intel i AMD. La seva interfície ha estat modificada per fer-la més adequada per a l'entrada per pantalla tàctil, a més del tradicional ratolí i el teclat. El sistema va sortir el 26 d'octubre de 2012.

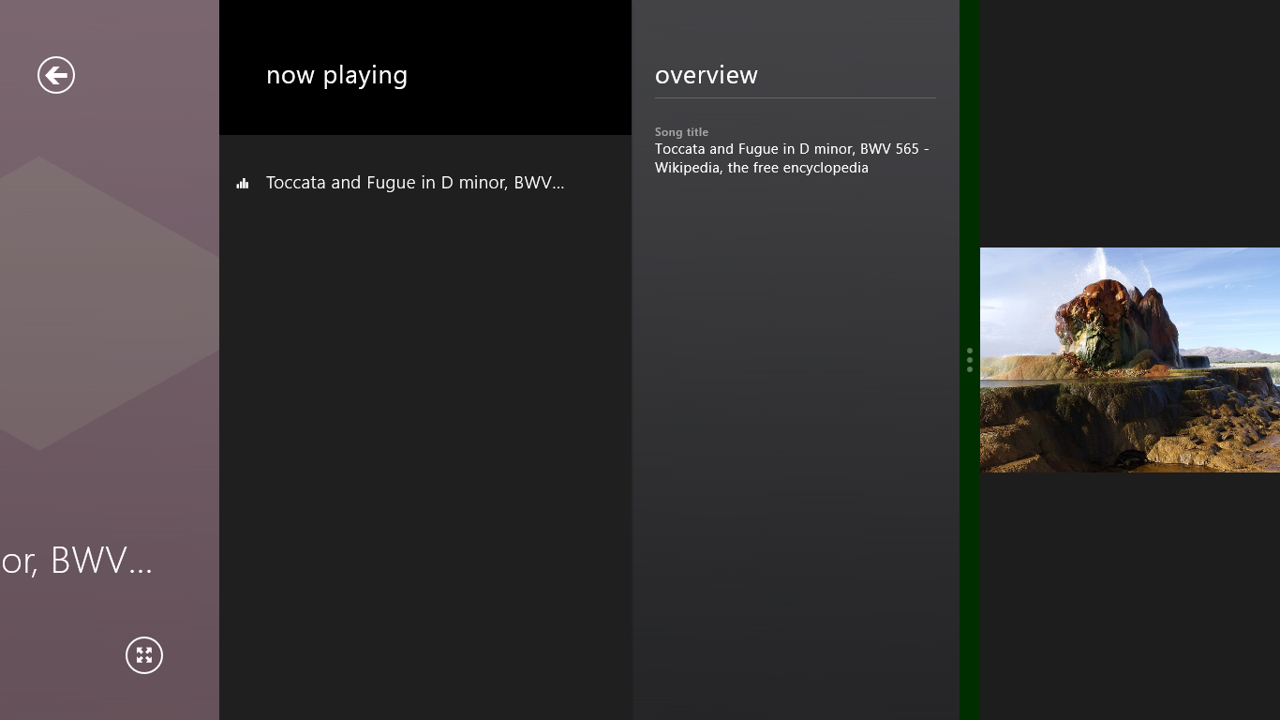
Snap feature: Xbox Music app, along Photos app snapped into a sidebar to the right side of the screen

## Història i desenvolupament
El gener de 2011, en el Consumer Electronics Show (CES), Microsoft va anunciar que Windows 8 afegirà suport per Processadors ARM, a més dels tradicionals x86 de Intel i AMD.
- El Milestone 1 de 32 bits, build 7850, llançada el 22 de setembre de 2010, es va filtrar a Beta Archive, una comunitat en línia beta, la compilació es va filtrar a xarxes d'intercanvi P2P/torrent el 12 d'abril de 2011. Milestone 1 inclou la cinta d'opcions Ribbon per l'explorador de Windows, un propi lector de PDF anomenat "Modern Reader", l'actualització de l'Administrador de tasques i muntatge natiu d'imatges ISO.

- El Milestone 2 de 32 bits, build 7927, es va filtrar a The Pirate Bay el 29 d'agost 2011, després que moltes fotos es filtressin a BetaArchive el dia anterior. Les característiques d'aquesta build són majoritàriament les mateixes que la de build 7955.

- El Milestone 2 de 32 build 7955, es va filtrar a BetaArchive el 25 d'abril de 2011. Novetats d'aquesta build va ser un nou inici de sessió i molt més.

- El Milestone 3 de 64 bits, build 7959, es va filtrar a BetaArchive l'1 de maig de 2011. Aquesta build és notable per ser la primera de Windows Server 8 filtrada públicament, així com la primera de 64 bits.

- El Milestone 3, build 7971, va ser llançada pels socis de Microsoft el 29 de març de 2011, però es va mantenir sota alta seguretat. No obstant això, es van filtrar algunes imatges. El tema "Windows 7 bàsic" ara utilitza estils similars a l'estil Aero, però manté el seu disseny de maquinari no accelerat i també és compatible amb les miniatures de la barra de tasques. Els quadres que assenyalaven "tancar, maximitzar i minimitzar" s'han tret, deixant només els signes.

- El Milestone 3 de 64 bits, build 7989, va ser filtrada a BetaArchive el 18 de juny de 2011, després que imatges fossin revelades el dia anterior.Se afegeixen característiques com SMS, un teclat virtual nou, un nou inici de sistema, transparència en el tema bàsic, serveis de geo-localització, Hyper-V 3.0 i PowerShell 3.0 van ser revelats en aquesta build.

- Altres funcionalitats noves trobades en les versions filtrades són una nova pantalla de benvinguda, un nou model d'aplicació empaquetada anomenada AppX, que es basa en Silverlight, així com un ajust automàtic al color de la finestra per adaptar amb el fons de pantalla.

També existeix una versió de "Immersió" d'Internet Explorer, similar a la versió mòbil de l'Internet Explorer, però utilitzant l'escriptori Motor de renderització Trident. Hi ha una nova opció: "Arrencada híbrid", que utilitza "Funcionalitat avançada d'hibernació" a l'apagat per permetre un inici més ràpid. També es té la capacitat de treballar en un  espai de treball portàtil  instal·lant Windows 8 en un dispositiu d'emmagatzematge USB.
Al Fòrum de Desenvolupadors de Microsoft a Tòquio, el 23 de maig de 2011, el CEO de Microsoft, Steve Ballmer, va anunciar que la propera versió de Windows serà llançada el 2012.
L'1 de juny de 2011, Microsoft va revelar oficialment Windows 8 i algunes de les seves noves funcions en la  Taipei Computex 2011  a Taipei (Taiwan) per Mike Angiulo i en la  Conferència D9  a Califòrnia (Estats Units) per Julie Larson-verd i President de Microsoft Windows Steven Sinofsky. La funció principal que va mostrar va ser la nova interfície d'usuari.
El 15 d'agost de 2011, Microsoft va obrir un nou bloc anomenat "Building Windows 8" per a usuaris i desenvolupadors.
Microsoft va donar a conèixer el nou Windows 8 amb noves funcions i millores el 13 de setembre de 2011, dia de la Conferència de Desenvolupadors. Microsoft també va llançar una Developer Preview (build 8102) de Windows 8 per a la comunitat de desenvolupadors per descarregar i començar a treballar. Windows 8 Developer Preview es pot instal·lar en plataformes de virtualització, incloent VMWare Workstation i Oracle VirtualBox.
El 16 de setembre de 2011, Microsoft va anunciar que la versió d'immersió d'Internet Explorer 10 no funcionarà amb Adobe Flash o qualsevol altres plugins ActiveX. En canvi, s'utilitzarà HTML5. La versió d'escriptori de IE10 seguirà utilitzant els plugins ActiveX, inclòs el Flash. A la fira CES del 2012 el CEO de Microsoft, Steve Ballmer, va anunciar el llançament d'una versió beta de Windows 8, a més del llançament de la botiga en línia Windows Store al febrer de 2012. La versió final va sortir el 26 d'octubre de 2012.
El març del 2014 poc més del 10% dels ordinadors funcionava amb Windows 8 i Windows 8.1, segons dades de l'empresa d'anàlisi de l'ús de la tecnologia a internet Net Applications.

## Característiques noves en el sistema

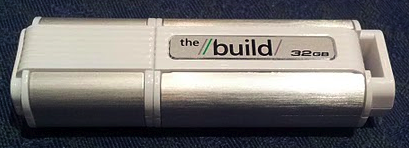
USB Windows To Go

- Compatibilitat amb USB 3.0
- Interfície Ribbon en l'Explorador de Windows
- Nova botiga d'Aplicacions
- Sistema de fitxers Protogon
- Windows To Go
- Entre altres

## Requisits del maquinari
Els requisits del sistema per Windows són similars als de Windows 7:
- Arquitectura x86 (32 bits) i x86-64 (64 bits)
- Processador: 1 GHz en les arquitectures de 32 bits i 64 bits
- Memòria RAM: 1 Gb (32 bits) i 2 Gb (64 bits)
- Gràfics: Processador de gràfics DirectX 9 amb Windows Display Driver Model (WDDM) 1.0 (No cal, només cal per Windows Aero)
- Disc dur: 16 Gb (32 bits) i 20 Gb (64 bits) d'espai lliure
- Una pantalla multi-touch (opcional) per aprofitar l'entrada tàctil.

| Precedit per: Windows 7 | Sistema operatiu per equips d'escriptori, part de la família Microsoft Windows 2012 | Succeït per: Windows 8.1 |